# Shahi's
De Shahi's, Shahi of Kabul Shahi waren voor-islamitische heersers van Kabulistan (het gebied rondom de stad Kabul in het tegenwoordige Afghanistan) en de Punjab (in het noorden van het tegenwoordige Pakistan). Onder de Shahi's bloeide het hindoeïsme en, vooral in het begin, het boeddhisme.
De Shahi's boden eeuwenlang weerstand tegen Turkse, Arabische en Perzische veroveraars uit het westen en verhinderden daarmee de komst van de islam in het noorden van Voor-Indië. De laatste Shahiheerser (radja) werd in 1026 verslagen door de Turks-islamitische veroveraar Mahmud van Ghazni.

## Geschiedenis

### Oorsprong

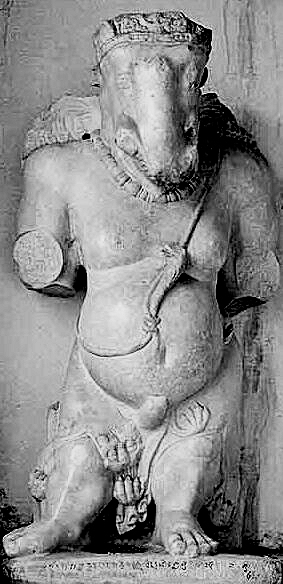
4e-eeuws beeld van de hindoeïstische god Ganesha, volgens de inscriptie gemaakt in opdracht van de Shahikoning Khingala. Ghardez, Afghanistan.

Een belangrijke maar verwarrende historische bron over de Shahi is de 11e-eeuwse Perzische schrijver Al-Biruni, die een onderscheid maakt tussen de latere hindoeïstische "Hindu Shahi" en de vroegere boeddhistische "Turki Shahi". De Hindu Shahi zouden rond het jaar 870 aan de macht zijn gekomen. Volgens Al-Biruni zou de eerste Shahiheerser, Barhatigin, volgens de legende van oorsprong Tibetaans zijn geweest en na te mediteren in een grot als door een wonder in Turkse kleding naar buiten zijn gekomen. Hij werd opgenomen door de lokale bevolking, die hem als leider koos. Zijn afstammelingen zouden daarna 60 generaties lang over Kabulistan heersen.
Er zijn uit de 1e eeuw v.Chr. munten bekend van een koning met de naam Vrahitigin (mogelijk de historische basis voor de legendarische Barhatigin), maar het idee van een zo lang regerende dynastie is hoogst onwaarschijnlijk. Tussen de 2e eeuw v.Chr. en de 5e eeuw n.Chr. werd het gebied rond Kabul (door de Grieken Arachosia genoemd) binnengevallen door achtereenvolgens Indo-Grieken, Indo-Scythen, Indo-Parthen, Kushana's, Hephthalieten en Witte Hunnen.
De Chinese pelgrim Xuanzang, die in de 7e eeuw Kapisa en Kabul bezocht, beschrijft de radja van Kapisa als een boeddhist en een kshattriya (de kaste van krijgers en heersers). Hoewel Xuanzang verschillende Turkse gebieden bezocht noemt hij de Shahi niet Turks. Moderne historici vermoeden daarom dat de door Al-Biruni genoemde legende niet op historische feiten berust. Waarschijnlijk waren de Shahi verwant aan de Kamboja's, een al in de Veda's genoemd volk uit het noordwesten van Voor-Indië. Andere volkeren die in hetzelfde gebied leefden, zoals de Shaka's (Indo-Scythen), Kushana's, Huna's (Witte Hunnen) of Turushaka's (Turken), worden in Indische bronnen namelijk nooit kshattriya's genoemd. Mogelijk verwarde Al-Biruni de Kamboja's met Turken, wat overigens in middeleeuwse Arabische bronnen vaker voorkomt.
Een andere Chinese bron is de 6e-eeuwse diplomaat Song Yun, die ambassadeur was aan het hof van de Huna-koning van Gandhara. Song Yun schreef rond 520 over een oorlog tussen de Hephtalieten en de koning van Ki-pin (Kapisa), twee generaties eerder. Dit laat zien dat de Shahi rond het jaar 470, voordat de Hephthalieten Gandhara veroverden, al als onafhankelijke vorsten geregeerd moeten hebben.

### Invasies van Arabieren en Perzen
De Shahi's lijken in het begin van de 7e eeuw op het toppunt van hun macht te zijn gekomen. Naast Kabulistan heersten ze volgens Xuanzang ook over de gebieden verder naar het oosten, zoals Nagar en Gandhara. Halverwege de 7e eeuw verschijnen echter Arabische invallers, die Kapisa en Kabul aanvielen in 664. De Shahi-koning van Kabul riep andere hindoekoningen verder naar het oosten ten hulp en een gezamenlijk hindoeïstisch leger dreef de Arabieren terug tot Bost (Lashkar Gah). In 671 plunderden de Arabieren echter opnieuw Kabul.
In de 8e eeuw viel de Arabische dreiging weg, maar dit maakte geen einde aan de invallen uit het westen. In de 8e en 9e eeuw lagen hier de Perzische rijken van de Tahiriden en Saffariden. Rond 794 werd Kapisa zodanig bedreigd dat de Shahi-vorsten hun hof naar Kabul verplaatsten. Deze stad werd vervolgens door een grote verdedigingsmuur omringd, waarvan de overblijfselen nog steeds zichtbaar zijn. Desondanks werd de stad in 879 door Ya'qub-i Laith Saffari veroverd, de stichter van het Saffaridenrijk.

### Hindu Shahi
Tussen de 6e en 10e eeuw nam de invloed van het hindoeïsme in Kabulistan toe, ten koste van het boeddhisme. Archeologische opgravingen van naast elkaar staande hindoeïstische en boeddhistische beelden laten zien dat beide religies samengingen. De 12e-eeuwse Kasjmiri historicus Kalhana vermeldt de Shahi's van Kabul als een onafgebroken dynastie sinds ten minste 730. Volgens Al-Biruni zou de overgang van boeddhisme naar hindoeïsme echter plotseling zijn geweest, met de stichting van de dynastie van de "Hindu Shahi" rond 870. De brahmaan Lalliya (door Al-Biruni "Kallar" genoemd), die minister was van de laatste boeddhistische koning zou zijn geweest, zette volgens Al-Biruni de koning af en greep de macht. Moderne historici betwijfelen of er daadwerkelijk een dynastieke omslag was en zien dit slechts als een teken dat de religie van de heerser zelf uitsluitend hindoeïstisch werd.
Wat wel vast staat is dat de Shahi's vanwege de inname van Kabul hun hoofdstad verplaatsten naar de stad Udabhandapura (ook Waihind genoemd, bij het tegenwoordige Attock aan de Indus).
De Shahi werden behalve door de Saffariden uit het westen uit het oosten bedreigd door Samkaravarman (883-902), de Utpala-radja van Kasjmir. Samkaravarman wist eerst de Punjab en vervolgens Kabul op de Shahi's te veroveren. Lalliya werd daarop een vazal van Kasjmir. Na het overlijden van Samkaravarman kwam het in Kasjmir tot een interne machtsstrijd, waar de Shahi's gebruik van maakten door hun oorspronkelijke gebied terug te veroveren. Rond 950 wist de Shahikoning Bhimadeva (regeerde rond 940–965) zijn kleindochter Didda van Lohara (958–1003), stichtster van de Loharadynastie, op de troon in Kasjmir te zetten. Daarmee kwam een einde aan de vijandigheden tussen de Shahi's en Kasjmir. Bhimadeva bezocht Kasjmir zelfs persoonlijk en wijdde er een tempel aan Vishnu.
De Shahi's wisten aan het einde van de 9e eeuw de Kabulvallei te heroveren door de Samaniden, die de Saffariden hadden opgevolgd, uit het gebied te verdrijven. Aan het einde van de 10e eeuw verklaarde Sebük Tigin, de gouverneur van Ghazni, zich onafhankelijk van de Samaniden en stichtte de dynastie van de Ghaznaviden. De Ghaznaviden hielden plundertochten naar het oosten, waarbij ze zowel de hindoeïstische als islamitische heersers bedreigden. De Shahi-heerser Jayapala (regeerde 964 - 1002) sloot bondgenootschappen met de radja's van Delhi en amirs van Multan. Ondanks dat hij een leger van 100.000 man op de been wist te brengen werd hij verpletterend verslagen door Sebük Tigin. De Shahi's verloren daardoor al het land ten westen van de Indus. Jayapala zou volgens de overlevering zelfmoord gepleegd hebben door zich op een brandstapel te werpen. Zijn opvolger, Anandapala, sloot in 1010 een verdrag met Sebük Tigins zoon Mahmud van Ghazni, waarbij de Shahi's schatplichtig aan de Ghaznividen werden. Mahmud van Ghazni zou Anandapala uiteindelijk echter afzetten en naar Kasjmir verbannen. Twee verdere opvolgers waren in feite marionetten van Mahmud van Ghazni, tot in 1026 een einde kwam aan de Shahidynastie.
De Janjua Rajputs zijn afstammelingen van de laatste Shahi-vorsten. In de 13e eeuw kwam een lid van deze groep Rajputs aan de macht in Mathura.